# بخش پیرسلمان
بخش پیرسلمان یکی از بخش‌های شهرستان اسدآباد در استان همدان ایران است.

## جمعیت
براساس سرشماری مرکز آمار ایران در سال ۱۳۹۵، جمعیت بخش پیرسلمان ۱۰٬۸۵۱ نفر بوده است.

## تقسیمات کشوری
بخش پیرسلمان از دو دهستان تشکیل شده است:
- دهستان پیرسلیمان
- دهستان کلیائی

نقاط شهری:آجین